# Manuel Manetta
Manuel „Fess“ Manetta (* 3. Oktober 1889 in New Orleans, Louisiana; † 10. Oktober 1969 ebenda) war ein US-amerikanischer Musiker des New Orleans Jazz. Er spielte viele Instrumente, darunter Geige, Gitarre, Klavier, Kornett, Saxophon und Posaune.
Manetta stammte aus einer Familie von Bläsern und erhielt Unterricht durch den Geiger William J.
Nickerson. Manetta hatte noch mit Buddy Bolden in dessen Band gespielt und startete 1910 die Band im Tuxedo Cabaret, zu der zunächst Arnold Metoyer, George Filhé, Luis Tio, Bab Frank, Peter Bocage und Louis Cottrell senior gehörten; die Band wurde später von Papa Celestin geleitet. Manetta war Mitglied der Eagle Brass Band und Tuxedo Brass Band. 1919 tourte er mit Kid Ory (bei dem er Violine spielte) und in den 1920er Jahren als Klavierspieler mit der Band der Martel Familie und spielte auf den Mississippi-Flussdampfern mit Ed Allen, blieb aber ansonsten in New Orleans. 1925 war er als Pianist an den Aufnahmen der Original Tuxedo Jazz Band beteiligt. Er spielte bis ins hohe Alter unter anderem mit den Bands von Papa Celestin, Arnold Du Pas und Manuel Perez.
Er soll Lehrer von Jelly Roll Morton gewesen sein und unterrichtete Henry Red Allen. Auch soll er eine in New Orleans damals geläufige Trompetenstimme für Panama geschrieben haben. Es ist überliefert, dass er nicht nur zahlreiche Instrumente aus ganz unterschiedlichen Familien spielte, er konnte auch bis ins hohe Alter zwei Blasinstrumente zur selben Zeit spielen. Wegen seines Alters war er auch ein wichtiger Zeitzeuge des Jazz, von dem Interviews im Tulane Jazz Archiv existieren.